# Loiri Porto San Paolo
Loiri Porto San Paolo é uma comuna italiana da região da Sardenha, província de Sassari, com cerca de 2.213 habitantes. Estende-se por uma área de 117 km², tendo uma densidade populacional de 19 hab/km². Faz fronteira com Monti, Ólbia, Padru, San Teodoro (NU).

## Demografia
| Variação demográfica do município entre 1861 e 2011                               |
|                                                                                   |
| Fonte: Istituto Nazionale di Statistica (ISTAT) - Elaboração gráfica da Wikipedia |